# 皇甫琳 (1920年)
皇甫琳（1920年12月—1988年1月23日），山西辽县（今左权县）人，高中学历，中国政治、军事、教育人物，抗日战争时期在山西参加中国共产党运动，中华人民共和国成立后随中国人民解放军长江支队南下福建，任职于福建军区、福建农学院等机关，文革末期调任福州大学校长，1988年因积劳成疾逝世。

## 生平

### 早年
皇甫琳出生于山西辽县东隘口村的士绅家庭，自幼接受较好的教育，父亲皇甫溙受好友之子黄明和长子（即皇甫琳大哥）皇甫珍的影响，积极支持中国共产党的抗日运动。1936年，皇甫琳受家庭影响加入牺盟会，翌年在七七事变爆发两个月后弃笔从戎，开始参加共产党领导的抗日工作，并于同年加入中国共产党。
在抗日战争期间，皇甫琳先担任了一些青年工作的职务，从八路军青年工作队队员起，后升任晋东青年抗日救国总会武装部长、路东青年训练班教务主任、晋东南青年救国总会组织干事等职，后进入太行军区工作，任太行六地委青年委员会副书记、二地委各救会主任兼农会主席，1945年先后担任中共榆次、祁县县委书记。1947年，八路军转为中国人民解放军，任太行第52团政委、党委书记。1949年参加长江支队，南下福建工作。

### 中华人民共和国成立初期

#### 军政工作
1949年8月，抵达福建的皇甫琳被安排接管龙溪专区的工作，任龙溪军分区政治部主任、副政委，任职期间负责了当地的剿匪工作。调到福州后，在解放军第十兵团福建省军区政治部组织部副部长、福建省兵役局局长兼中共福建省海防办公室主任、福州军区动员部部长等职务。1955年，皇甫琳被授予中华人民共和国二级解放勋章。1960年，皇甫琳转业到地方，任福建省国防体协主席、省体委副主任。

#### 教育职务
20世纪60年代，皇甫琳转入教职工作，担任福建农学院（今福建农林大学）党委副书记、第一副院长。文化大革命时期，皇甫琳遭到冲击，身心受到摧残。1975年，福建省委将皇甫琳调入福州大学担任党委书记兼校长。任福州大学校长期间，皇甫琳通过一系列改革措施，恢复了文革前初具规模、文革时被迫停办的福大，1983年他卸任后，福大的办学规模已经空前扩大，先后培养出了钱匡武、魏可镁、林逸等科教人才，1999年被福大时任党委书记叶双瑜评价为“开一代改革新风”。卸任校长后，皇甫琳担任中共福建省顾问委员会委员，他还是福建省第四、五、六届人大代表，第六届人大常务委员。皇甫琳因文革时期受到较大伤害，且在福大工作期间积劳成疾，于1988年病逝于福州。

## 家庭
皇甫琳的父亲是皇甫溙，膝下四子，皇甫琳为幼子。皇甫琳的大哥皇甫珍在太原上大学时接受左翼思想，引导家人参加共产党活动，后因病早逝；二哥皇甫璞原为教师，后参加共产党建立的抗日民主政府，中华人民共和国成立后任晋中地区财政局局长等职直至离休；三哥皇甫瑾自1936年起参与牺盟会，并工作于共产党组织中，中华人民共和国成立后任高等教育出版社党委书记等职。育有女儿皇甫夏云。